# Amazona tucumana
L'amazzone del Tucuman (Amazona tucumana) è un uccello della famiglia degli Psittacidi.